# Michael Lerjéus
Jan Michael Lerjéus (Skövde, 18 giugno 1973) è un ex arbitro di calcio svedese.

## Carriera
Lerjéus è un arbitro affiliato alla Federcalcio svedese dal 1996.
Nel 2002 ha iniziato ad arbitrare nel campionato di Superettan, la seconda serie nazionale.
Nel 2006 è stato promosso ad arbitro del campionato di Allsvenskan, mentre nel 2009 è stato chiamato a dirigere le sue prime partite in campo europeo, sia a livello di club che di nazionali giovanili.
Nel giugno 2010 ha iniziato la professione di arbitro a tempo pieno. Il 18 maggio 2014 ha diretto la finale di Coppa di Svezia vinta dall'Elfsborg sull'Helsingborg.
Al termine della stagione 2015 ha maturato la decisione di ritirarsi, adducendo di aver voluto smettere al top della sua carriera e al tempo stesso di voler riprendere la carriera militare.